# Mabinlina

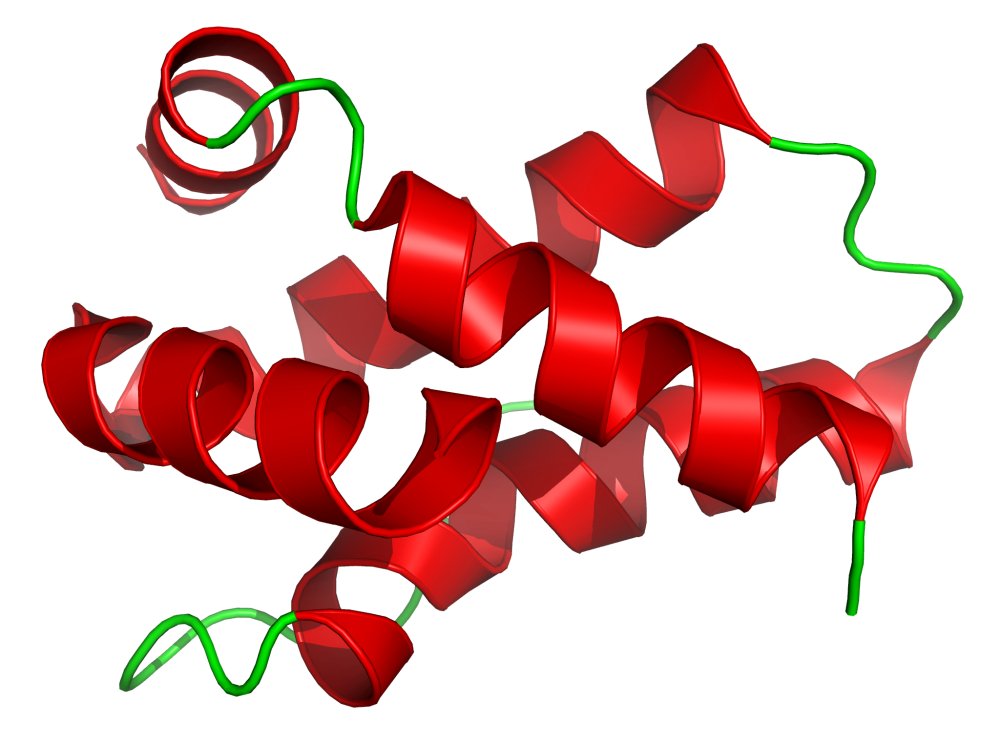
Struktura krystaliczna mabinliny 2

Mabinlina – grupa białek o słodkim smaku występujących w nasionach Capparis masaikai, rośliny rosnącej w chińskiej prowincji Yunnan.
Znane są cztery homologi mabinliny. Mabinlinę 2 wyizolowano po raz pierwszy w roku 1983, a dokładną charakterystykę opublikowano w roku 1993. Mabinliny 1, 3, i 4 opisano w roku 1994.
Mabilina 2 jest heterodimerem o masie wyznaczonej na podstawie rozdziału elektroforetycznego na 14 kDa. Łańcuchy polipeptydowe mają masę 4,6 kDa i 5,2 kDa. Pierwszy łańcuch składa się z 33 reszt aminokwasowych, a drugi z 72. Oba łańcuchy połączone są wiązaniami disiarczkowymi. Łańcuch A zawiera dwie reszty cysteinowe, a łańcuch B sześć reszt. Zniszczenie mostków disiarczkowych powoduje utratę właściwości słodkich. Mabinlina 2, 3 i 4 zachowuje swoje właściwości smakowe po godzinnej inkubacji w temperaturze 80 °C. Mabinlina 1 traci właściwości w podwyższonych temperaturach.